# Roberto Cimetta
Roberto Cimetta (Udine, 13 febbraio 1949 – Ancona, 23 settembre 1988) è stato un attore, regista, autore e produttore italiano, ideatore e direttore di festival teatrali.

## Biografia
Da Udine, sua città natale, all'età di sette anni si trasferisce ad Ancona, in Via Rovereto n. 6. Qui frequenta il Liceo classico Carlo Rinaldini.

### Gli anni settanta
Dopo la laurea si trasferisce a Roma, collaborando con varie compagnie teatrali di avanguardia e sperimentazione e con diversi artisti, fra cui Luca Ronconi, Roberto Benigni e Lucia Poli.
Nel 1974 fonda ad Ancona la compagnia sperimentale Il Guasco, cimentandosi, come attore e regista, in una serie di produzioni teatrali che coinvolgevano l'intera comunità. Con lo stesso spirito inizia la sua attività con bambini disabili, con il Teatro delle Piazze, ad Ancona, a Polverigi e ad Offagna (dove fonderà poi il Teatro popolare) e infine con gli studenti delle scuole medie inferiori e superiori.
Il dialogo con il territorio lo porta a dar voce, con le sue rappresentazioni, a scrittori come Francesco Scarabicchi, Duilio Scandali, Italo Calvino, Michail Bulgakov, Viktor Erofeev.

Tutti i suoi spettacoli sono da lui scritti, diretti e recitati. Su Il maestro e Margherita di Bulgakov rappresentato a Roma, scrive lo storico del teatro Nicola Fano:
"Sulla scena dell'Alberico come nel testo narrativo la vicenda del teatro si sviluppa su un doppio piano: da una parte gli amanti, rappresentati teatralmente, dall'altra i due poli opposti della vita umana, espressi da un insieme di filmati che sviluppano l'intreccio del romanzo del Maestro. Estremamente onirico il primo, in bilico tra il surreale e il realistico i secondi."
La riduzione di Cimetta è accompagnata infatti dalla proiezione di un filmato in bianco e nero, diretto da Ricky Tognazzi con la fotografia di Alessio Torresi Gelsini. Una pellicola girata tra Ancona e Offagna per volere di Cimetta e in cui lo stesso interpreta la parte di Gesù prossimo alla crocefissione. Oltre all'azione scenica e alla proiezione del film, lo spettacolo prevedeva gigantografie di quadri di Marc Chagall.
Nel 1977 a Polverigi, un piccolo paese della provincia di Ancona, grazie alla collaborazione con l'amministrazione comunale guidata dal sindaco socialista Domenico Mancia ed alla partecipazione di tutta la popolazione del paese, crea, assieme a Velia Papa, il festival Inteatro, che ospita singoli artisti, compagnie e gruppi teatrali di ogni genere, provenienti da ogni parte del mondo, che si esibiscono nella cornice della struttura comunale di Villa Nappi, ma anche in altre parti del paese e, nelle edizioni successive, anche nei centri limitrofi.

### Gli anni ottanta
Nel 1980 matura l'esperienza della direzione dell'ITC Teatro di San Lazzaro di Savena, attraverso la collaborazione con il produttore teatrale Paolo Scotti.
Conosce i giovani artisti che si esibiscono nel Circolo Arci "Cesare Pavese" di via del Pratello a Bologna, nella rassegna di cabaret surreale "Gran Pavese Varietà": Patrizio Roversi con la moglie Syusy Blady (Maurizia Giusti), Vito (Stefano Bicocchi), Olga Durano e, soprattutto, Luciano Manzalini ed Eraldo Turra, destinati poi alla notorietà televisiva come "Gemelli Ruggeri".
Su misura per loro, sfruttando anche le diverse caratteristiche fisiche dei due attori (uno è magrissimo, l'altro corpulento), Cimetta scrive nel 1982 la commedia Tarzan delle scimmie, che rappresenta il primo vero esordio teatrale dei due, in cui Manzalini (il magro) si presenta abbigliato come la fotocopia del capitano "Corto Maltese". Com'è d'abitudine per Cimetta, la recitazione è inframezzata dalla proiezione di filmati realizzati nella zona universitaria di Bologna (Piazza Verdi, Via Zamboni, Due Torri), dove le sculture di Giò Pomodoro o le Torri rappresentano le emergenza della "giungla" cittadina in mezzo a cui si muovono i personaggi della commedia. La pièce ha successo e viene portata oltre che nei teatri stabili italiani, anche al Festival di Polverigi ed al Festival internazionale di San Francisco (USA).
Sempre per Turra e Manzalini Roberto Cimetta produrrà e dirigerà nel 1983 "Al di là del Po", messo in scena al Festival di Polveri,gi, a quello di Lugano (CH) e a quello di Sant’Arcangelo di Romagna; e nel 1984 "Quest’uomo mi somiglia",  spettacolo itinerante di strada messo in scena al Festival di Polverigi.
I comici del "Gran Pavese Varietà" verranno ospitati al Festival INTEATRO di Polverigi del 1986, in uno spazio della Villa Nappi a loro riservato, con un'esibizione di cabaret ogni sera del Festival, e nuovamente nell'edizione 1989, senza la presenza della copia Roversi-Syusy Blady.
Nel 1984 indice, sempre al Teatro di San Lazzaro, il concorso per nuovi comici "La Zanzara d'oro", anch'esso in collaborazione con Paolo Scotti; la serata finale, nell'aprile 1985, viene presentata dai "Gemelli Ruggeri". Il concorso, vinto dal duo padovano "Punto e Virgola" (Vasco Mirandola e Roberto Citran), vedrà premiati nelle successive edizioni nuovi volti della comicità poi divenuti famosi, come Natalino Balasso, Daniele Luttazzi, Gene Gnocchi, Fabio De Luigi, Alessandro Bergonzoni e tanti altri, per i quali spesso Roberto scrive anche i testi, e alcuni dei quali verranno invitati all'INTEATRO Festival.
Nell'estate del 1981 ad Ancona,  patrocinato dall'amministrazione comunale,  mette in scena nelle piazze della città lo "Sceneggiato urbano", una sorta di commedia dell'arte totale per rappresentare le gioie le feste, le angosce e i dolori di Ancona nel ' 500. Come attori e figuranti recluta gli studenti delle scuole superiori della città.
Dal 1985 promuove ad Ancona l'Expo Teatro Italia, una rassegna di compagnie teatrali della scena mondiale.
Nel 1987 crea il Festival internazionale di Lisbona, che dirige per due anni; gli viene poi assegnata la direzione del Festival di Oslo, dedicato al nuovo teatro italiano.

### Dopo la morte
Un anno dopo la sua morte viene creato il Fondo internazionale Roberto Cimetta per la mobilità degli artisti nel Mediterraneo, con sede a Parigi.
Nello stesso anno la città di Ancona gli conferisce una medaglia d'argento alla memoria e tre anni dopo gli dedica una via.
Negli anni successivi, a Bologna, dove continua ad operare Paolo Scotti, a suo nome vengono realizzati un concorso e una giornata di rievocazione.
Nel 2013, a venticinque anni dalla sua morte, le città di Ancona, Offagna e Polverigi dedicano a Roberto Cimetta un calendario di eventi , organizzati dalla società Guasco libri e cinema, con la proiezione del film di Ricky Tognazzi e la partecipazione, tra gli altri, di Alessio Torresi Gelsini e Paolo Scotti.
Nell'autunno 2015 è stato girato il film La leggenda di Bob Wind, per la regia di Dario Baldi, liberamente ispirato alla vita di Cimetta. Il 10 novembre 2016 il film è uscito nelle sale cinematografiche italiane.